# فيلارالتو (قرطبة)
بلدية فيلارالتو (بالإسبانية: Villaralto)‏، هي إحدى بلديات مقاطعة قرطبة إحدى مقاطعات إسبانيا، و التي تقع في منطقة الأندلس جنوب إسبانيا.
يبلغ عدد سكانها 1.356 نسمة وفقاً لإحصائية سنة (2007).